# François Gernelle
François Gernelle (20 dicembre 1944) è un informatico francese, famoso per l'invenzione del primo microcomputer con microprocessore, il Micral N. È laureato al Conservatoire national des arts et métiers e all'Università Joseph-Fourier.

## Biografia

### Intertechnique e R2E
Nel 1968, viene assunto alla Intertechnique, ditta che produce ausili per aviazione. Lì conosce l'Intel 8008 e ne capisce le potenzialità. I manager non seguono le sue idee e nel 1972 si licenzia e va alla R2E, fondata e diretta da Paul Magneron. Lì crea un microcomputer per la INRA, per misurazioni idrologiche agricole. Nel progetto deposita due brevetti.

### Bull Micral
Nel 1981, la Bull company compra la R2E. L'azienda vuole produrre PC IBM e François Gernelle non concorda per via delle caratteristiche tecniche. Esistendo microprocessori migliori, lui non voleva fossero usati quelli vecchi.

### FORUM International
Nel 1983, fonda la FORUM International dove crea computer professionali con il sistema Prologue OS.